# アラン・カニンガム (植物学者)
アラン・カニンガム（Allan Cunningham, 1791年7月13日 - 1839年6月27日) は、イギリス出身の植物学者、探検家。

## 略歴
1791年7月13日、イギリス・ウィンブルドンのサリーに生まれる。ロンドンのパットニーにあった私立学校で学び、後に牧師のジョン・アダムスの教育を受け、弁護士事務所に就職した。その後、キュー王立植物園園長ウィリアム・タウンゼント・エイトンの助手となった。
1814年から1816年にかけては、植物学者ジョゼフ・バンクスの依頼を受けブラジルで種子の採取に従事した。1816年9月28日にオーストラリアのシドニーに向けて出港、同年12月に同地に到着し、パラマタに居を構えた。
翌1817年には探検家であるジョン・オクスリー（マーメイド号、85トン）の探検旅行に参加し、この探検でブルーマウンテン、ラクラン川、マッコーリー川などを経由しつつ約1,930キロメートル（1,200マイル）を探索する中で約450種の標本を採集し、植物学者としての経験を積んだ。
同1817年12月22日の航海でキング・ジョージ・サウンドに到達、短い期間を滞在し、その後翌1818年1月21日から月末にかけてゴールバン諸島の北海岸に達し、多くの新しい植物を発見した。同1818年6月4日にはティモール島に達し、同年7月28日にはポート・ジャクソン湾に入った。このときまでに、カニンガムの採集植物は約300種を超えていた。
1819年中はキーラ山、イラワラ、ウロンゴン、ホバート、エンデバー川、ローンセストンなどを探検し、多くの成果を得た。
1820年1月12日にはシドニーに戻り、同年6月15日には3回目の航海を開始、1822年4月25日まで2年をかけて最終的にオーストラリア大陸を北回りで一周した。この航海中に乗船したマーメイド号は悪天候で沈没の危機に陥るなどの危険があった。
1822年9月にはこれまでに採集した植物標本とニューサウスウェールズ州の地理をまとめた回顧録の編纂に取り掛かり、これは1825年に『ポートジャクソンからバサーストにかけての先住民族と植物学』("A Specimen of the Indigenous Botany ... between Port Jackson and Bathurst") として出版された。
1823年にカニンガムはハンター地域上流にあるグレイトディヴァイディングレインジ域の調査に取り掛かり、ダーリングダウンズを発見した。翌1824年にはキャンベラ調査、1826年には長年の探索を希望していたニュージーランドの調査を行った。しかし悪天候に阻まれ、カニンガムは南下することができなかった。
その後もカニンガムはオーストラリアの探検を続け、1828年にはカニンガム・ギャップを発見するなどの功績を上げつつ、1829年にはブリスベン川の調査を行い、1831年にイギリスに帰国し政府機関の農業関係職に就いた。
しかし1832年には職を辞し、1837年にイギリス政府の植物学者としてオーストラリアへ戻った。
1839年6月27日、シドニーで死去、47歳没。死後の1901年、シドニー王立植物園に遺骨が埋葬されると共に記念碑が樹立された。

## 没後の影響
オーストラリアに生息する植物のうちナンヨウスギ(Araucaria cunninghamii)、カンニンガムモクマオウなどはカニンガムおよびカニンガムの兄弟で同じく植物学者であるリチャード・カニンガムを讃えて命名されたものである。
カニンガム・ハイウェイはカニンガムに因んで命名されたほか、カニンガム地区はカニンガムが同地を訪れた最初のヨーロッパ探検家であったことに因んで命名された。
また、クイーンズランド州の地名であるアランはカニンガムのファーストネームから採られている。